# 外様村
外様村（とざまむら）は長野県下水内郡にあった村。現在の飯山市大字緑・中曽根・寿にあたる。

## 地理
- 山：黒岩山

## 歴史
- 1889年（明治22年）4月1日 - 町村制の施行により、緑村・中曽根村・寿村の区域をもって発足。
- 1954年（昭和29年）8月1日 - 飯山町・秋津村・柳原村・常盤村・下高井郡木島村・瑞穂村と合併して飯山市が発足。同日外様村廃止。